# Natação no Campeonato Europeu de Esportes Aquáticos de 2018 - 50 m borboleta masculino
A prova dos 50 metros borboleta masculino da natação no Campeonato Europeu de Esportes Aquáticos de 2018 ocorreu nos dias 6 e 7 de agosto no Tollcross International Swimming Centre, em Glasgow no Reino Unido. 

## Calendário
| Fase          | Data        | Hora  |
| ------------- | ----------- | ----- |
| Eliminatórias | 6 de agosto | 10:09 |
| Semifinal     | 6 de agosto | 17:41 |
| Final         | 7 de agosto | 16:50 |

Todos os horários estão no horário local (UTC+0)

## Recordes
Antes desta competição, os recordes eram os seguintes:
|                       | Nadador        | Tempo | Local   | Data               |
| --------------------- | -------------- | ----- | ------- | ------------------ |
| Recorde mundial       | Andriy Govorov | 22.27 | Roma    | 1 de julho de 2018 |
| Recorde europeu       | Andriy Govorov | 22.27 | Roma    | 1 de julho de 2018 |
| Recorde do campeonato | Andriy Hovorov | 22.73 | Londres | 16 de maio de 2016 |

Os seguintes novos recordes foram estabelecidos durante esta competição. 
| Data        | Prova | Nadador        | Nacionalidade | Tempo | Recordes              |
| ----------- | ----- | -------------- | ------------- | ----- | --------------------- |
| 7 de agosto | Final | Andriy Hovorov | Ucrânia       | 22.48 | Recorde do campeonato |

## Medalhistas
| Ouro                 | Prata           | Bronze            |
| Andriy Govorov (UKR) | Ben Proud (GBR) | Oleg Kostin (RUS) |

## Resultados

### Eliminatórias
Esses foram os resultados das eliminatórias. 
| Pos. | Bateria | Raia | Nadador              | Nacionalidade | Tempo | Notas  |
| ---- | ------- | ---- | -------------------- | ------------- | ----- | ------ |
| 1    | 7       | 4    | Andriy Govorov       | Ucrânia       | 22.90 | Q      |
| 2    | 6       | 4    | Ben Proud            | Reino Unido   | 23.29 | Q      |
| 3    | 5       | 6    | Nyls Korstanje       | Países Baixos | 23.40 | Q      |
| 4    | 6       | 6    | Kristian Golomeev    | Grécia        | 23.42 | Q      |
| 5    | 5       | 5    | Konrad Czerniak      | Polónia       | 23.45 | Q      |
| 5    | 5       | 4    | Oleg Kostin          | Rússia        | 23.45 | Q      |
| 7    | 7       | 3    | László Cseh          | Hungria       | 23.53 | Q      |
| 8    | 7       | 5    | Damian Wierling      | Alemanha      | 23.56 | Q      |
| 9    | 4       | 4    | Daniel Zaitsev       | Estónia       | 23.58 | Q      |
| 10   | 7       | 6    | Mathys Goosen        | Países Baixos | 23.60 | Q      |
| 10   | 6       | 5    | Yauhen Tsurkin       | Bielorrússia  | 23.60 | Q      |
| 12   | 6       | 7    | Andrea Vergani       | Itália        | 23.61 | Q      |
| 13   | 3       | 7    | Bruno Blašković      | Croácia       | 23.68 | Q      |
| 14   | 6       | 3    | Piero Codia          | Itália        | 23.71 | Q      |
| 15   | 6       | 2    | Mehdy Metella        | França        | 23.72 | Q, RET |
| 16   | 5       | 8    | Meiron Cheruti       | Israel        | 23.75 | Q      |
| 17   | 5       | 3    | Nikita Korolev       | Rússia        | 23.81 | DES    |
| 17   | 6       | 1    | Jesse Puts           | Países Baixos | 23.81 |        |
| 17   | 4       | 5    | Sergii Shevtsov      | Ucrânia       | 23.81 | DES    |
| 20   | 2       | 3    | Liubomyr Lemeshko    | Ucrânia       | 23.82 |        |
| 21   | 6       | 8    | Marcus Schlesinger   | Israel        | 23.89 |        |
| 22   | 4       | 7    | Jacob Peters         | Reino Unido   | 23.95 |        |
| 22   | 7       | 2    | Aleksandr Sadovnikov | Rússia        | 23.95 |        |
| 24   | 5       | 1    | Ümitcan Güreş        | Turquia       | 23.98 |        |
| 25   | 4       | 6    | Julien Henx          | Luxemburgo    | 23.99 |        |
| 26   | 5       | 9    | Niko Mäkelä          | Finlândia     | 24.02 |        |
| 26   | 7       | 9    | Deividas Margevičius | Lituânia      | 24.02 |        |
| 28   | 5       | 2    | Riku Poeytaekivi     | Finlândia     | 24.03 |        |
| 29   | 4       | 2    | Paweł Sendyk         | Polónia       | 24.07 |        |
| 30   | 3       | 8    | Nikola Miljenić      | Croácia       | 24.13 |        |
| 31   | 4       | 1    | Noè Ponti            | Suíça         | 24.22 |        |
| 31   | 3       | 1    | Niksa Stojkovski     | Noruega       | 24.22 |        |
| 33   | 5       | 7    | Yahor Dodaleu        | Bielorrússia  | 24.23 |        |
| 33   | 4       | 3    | Anton Herrala        | Finlândia     | 24.23 |        |
| 35   | 5       | 0    | Hryhory Pekarski     | Bielorrússia  | 24.24 |        |
| 36   | 3       | 6    | Viktar Staselovich   | Bielorrússia  | 24.28 |        |
| 37   | 7       | 8    | Kristóf Milák        | Hungria       | 24.29 |        |
| 38   | 3       | 5    | Pierre Henry         | França        | 24.33 |        |
| 39   | 4       | 9    | Matteo Rivolta       | Itália        | 24.34 |        |
| 39   | 7       | 0    | Jan Šefl             | Chéquia       | 24.34 |        |
| 41   | 7       | 1    | Michał Chudy         | Polónia       | 24.36 |        |
| 41   | 3       | 3    | Yonel Govindin       | França        | 24.36 |        |
| 43   | 2       | 5    | Kaan Ayar            | Turquia       | 24.37 |        |
| 44   | 2       | 0    | Ralf Tribuntsov      | Estónia       | 24.39 |        |
| 45   | 4       | 8    | Ari-Pekka Liukkonen  | Finlândia     | 24.42 |        |
| 46   | 3       | 4    | Berk Özkul           | Turquia       | 24.43 |        |
| 47   | 2       | 7    | Ádám Halaš           | Eslováquia    | 24.52 |        |
| 48   | 3       | 2    | Petr Novák           | Chéquia       | 24.54 |        |
| 49   | 6       | 0    | Simon Bucher         | Áustria       | 24.59 |        |
| 50   | 2       | 6    | İlker Altınbilek     | Turquia       | 24.69 |        |
| 51   | 3       | 9    | George-Adrian Raţiu  | Roménia       | 24.72 |        |
| 52   | 4       | 0    | Egor Kuimov          | Rússia        | 24.77 |        |
| 53   | 2       | 8    | Cevin Siim           | Estónia       | 24.82 |        |
| 54   | 1       | 6    | Artur Barseghyan     | Armênia       | 24.86 |        |
| 55   | 2       | 1    | Mislav Sever         | Croácia       | 24.88 |        |
| 56   | 2       | 9    | Teimuraz Kobakhidze  | Geórgia       | 24.89 |        |
| 57   | 1       | 4    | Armin Lelle          | Estónia       | 24.92 |        |
| 58   | 3       | 0    | Calum Bain           | Irlanda       | 24.93 |        |
| 59   | 6       | 9    | Antani Ivanov        | Bulgária      | 24.99 |        |
| 60   | 1       | 5    | Paul Espernberger    | Áustria       | 25.26 |        |
| 61   | 1       | 7    | Georgia Biganishvili | Geórgia       | 25.28 |        |
| 62   | 1       | 3    | Xaver Gschwentner    | Áustria       | 25.42 |        |
| 63   | 1       | 2    | Michael Stafrace     | Malta         | 26.29 |        |
| 64   | 1       | 1    | Ruben Gharibyan      | Armênia       | 27.63 |        |
| 65   | 2       | 2    | Viktor Bromer        | Dinamarca     | DNS   | DNS    |
| 65   | 7       | 7    | Joeri Verlinden      | Países Baixos | DNS   | DNS    |

Desempate
Esse foi o resultado do desempate, o que resultou em uma vaga na semifinal. 
| Pos. | Raia | Nadador         | Nacionalidade | Tempo | Notas |
| ---- | ---- | --------------- | ------------- | ----- | ----- |
| 1    | 5    | Sergii Shevtsov | Ucrânia       | 23.45 | Q     |
| 2    | 4    | Nikita Korolev  | Rússia        | 23.60 |       |

### Semifinal
Esses foram os resultados das semifinais. 
Semifinal 1
| Pos. | Raia | Nadador           | Nacionalidade | Tempo | Notas |
| ---- | ---- | ----------------- | ------------- | ----- | ----- |
| 1    | 4    | Ben Proud         | Reino Unido   | 23.01 | Q     |
| 2    | 5    | Kristian Golomeev | Grécia        | 23.22 | Q     |
| 3    | 6    | Damian Wierling   | Alemanha      | 23.34 | Q     |
| 4    | 3    | Konrad Czerniak   | Polónia       | 23.37 | Q     |
| 4    | 7    | Andrea Vergani    | Itália        | 23.37 | Q     |
| 6    | 8    | Sergii Shevtsov   | Ucrânia       | 23.58 |       |
| 7    | 2    | Yauhen Tsurkin    | Bielorrússia  | 23.61 |       |
| 8    | 1    | Piero Codia       | Itália        | 23.63 |       |

Semifinal 2
| Pos. | Raia | Nadador         | Nacionalidade | Tempo | Notas |
| ---- | ---- | --------------- | ------------- | ----- | ----- |
| 1    | 4    | Andriy Govorov  | Ucrânia       | 22.85 | Q     |
| 2    | 5    | Nyls Korstanje  | Países Baixos | 23.38 | Q     |
| 3    | 3    | Oleg Kostin     | Rússia        | 23.41 | Q     |
| 4    | 6    | László Cseh     | Hungria       | 23.48 |       |
| 5    | 7    | Mathys Goosen   | Países Baixos | 23.54 |       |
| 6    | 1    | Bruno Blašković | Croácia       | 23.73 |       |
| 7    | 8    | Meiron Cheruti  | Israel        | 23.77 |       |
| 8    | 2    | Daniel Zaitsev  | Estónia       | 23.82 |       |

### Final
Esse foi o resultado da final. 
| Pos.              | Raia | Nadador           | Nacionalidade | Tempo | Notas                 |
| ----------------- | ---- | ----------------- | ------------- | ----- | --------------------- |
| Medalha de ouro   | 4    | Andriy Govorov    | Ucrânia       | 22.48 | Recorde do campeonato |
| Medalha de prata  | 5    | Ben Proud         | Reino Unido   | 22.78 |                       |
| Medalha de bronze | 8    | Oleg Kostin       | Rússia        | 22.97 | Recorde nacional      |
| 4                 | 3    | Kristian Golomeev | Grécia        | 23.19 |                       |
| 5                 | 7    | Andrea Vergani    | Itália        | 23.34 |                       |
| 6                 | 1    | Nyls Korstanje    | Países Baixos | 23.38 |                       |
| 7                 | 6    | Damian Wierling   | Alemanha      | 23.46 |                       |
| 8                 | 2    | Konrad Czerniak   | Polónia       | 23.49 |                       |

Legenda
| Recorde mundial       | Recorde mundial (World record)               |                       | Recorde africano                      | Recorde africano (African) |                                           | Q | Classificado por posição (Qualified) |
| Recorde do campeonato | Recorde do campeonato (Championship record)  | Recorde da América    | Recorde da América (Americas)         | q                          | Classificado por melhor tempo (Qualified) |   |                                      |
| Melhor marca do ano   | Melhor marca do ano (World leading)          | Recorde asiático      | Recorde asiático (Asian)              | DNS                        | Não largou (Did not start)                |   |                                      |
| Recorde nacional      | Recorde nacional (National record)           | Recorde europeu       | Recorde europeu (European)            | DNF                        | Não terminou (Did not finish)             |   |                                      |
| Recorde pessoal       | Recorde pessoal do atleta (Personal best)    | Recorde da Oceania    | Recorde da Oceania (Oceania)          | DSQ / DQ                   | Desclassificado (Disqualified)            |   |                                      |
| Recorde da temporada  | Recorde da temporada do atleta (Season best) | Recorde sul-americano | Recorde sul-americano (South America) | NM                         | Sem marca (No mark)                       |   |                                      |